# Richardstraße (Berlin)

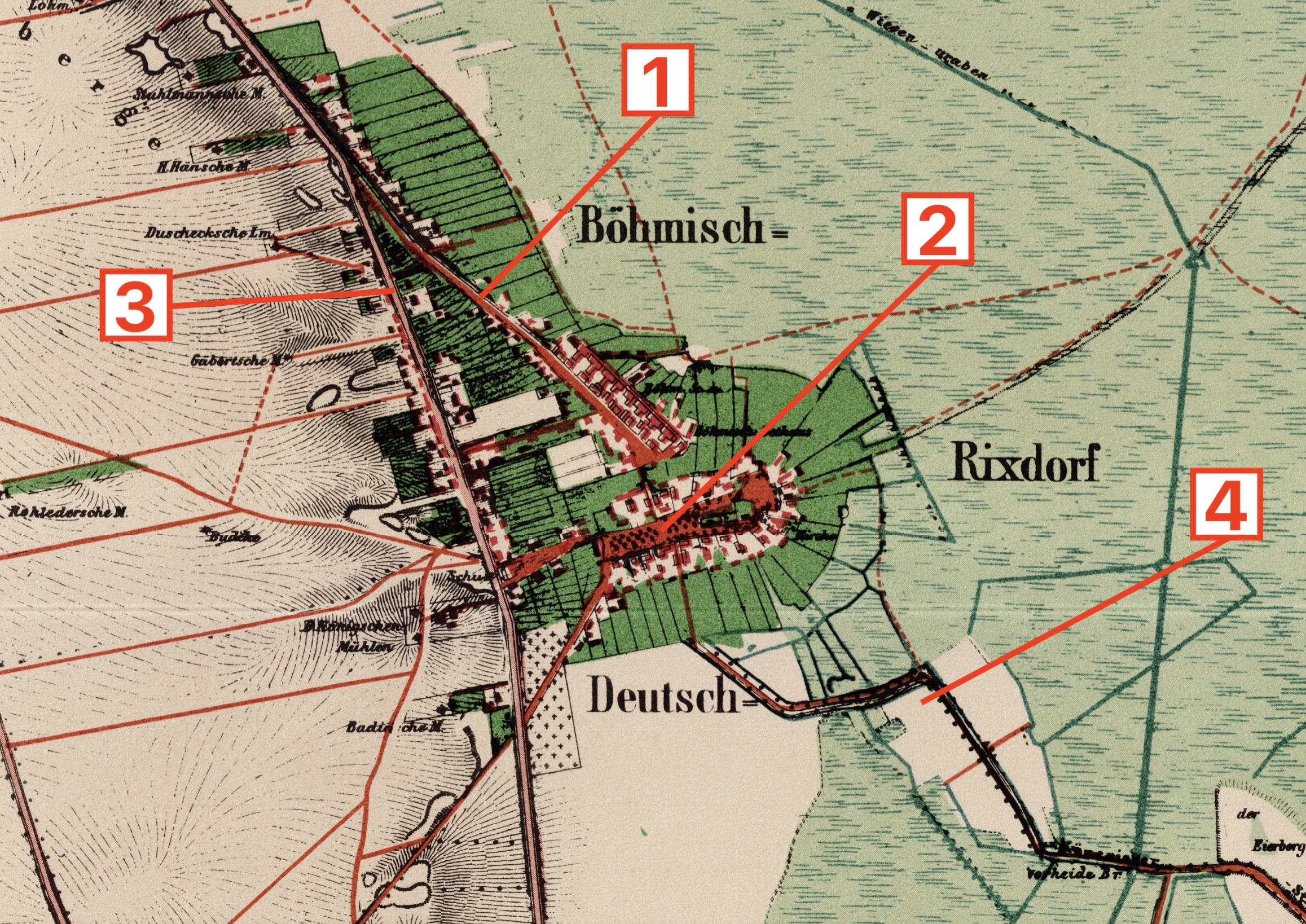
Böhmisch- und Deutsch-Rixdorf 1857 und die aktuellen Bezeichnungen:
[1] Richardstraße,
[2] Richardplatz,
[3] Berliner Straße

Die Richardstraße ist eine Straße im Berliner Ortsteil Neukölln des gleichnamigen Bezirks.

## Entstehung und Namensherkunft
Die Richardstraße gehörte wie die Kirchgasse zu den ältesten Straßen von Böhmisch-Rixdorf. Der Name Richardstraße ist vermutlich auf den Namen eines Tempelritters Richard zurückzuführen.
Im Jahr 1737 gestattete Friedrich Wilhelm I. die Ansiedlung böhmischer Exilanten in Rieksdorf, die wegen ihres evangelischen Glaubens vertrieben wurden. Diese Anhänger der Herrnhuter Brüdergemeine bauten ihre eigene Kirche und siedelten in einem eigenen Bereich abseits des Dorfangers, entlang der Richardstraße an. Bauernhäuser im märkischen Stil prägen die Richardstraße. Das gesamte Bauensemble des früheren Böhmisch-Rixdorf steht als Böhmisches Dorf unter Denkmalschutz und gilt als Kulturdenkmal. Der Name der Straße leitet sich vom ehemaligen Hof Richarsdorp (Richarstorp/Richardstorff) ab, der 1360 in ein Dorf mit 25 Hufen umgewandelt wurde.

## Verlauf
Die Richardstraße verläuft von der heutigen Karl-Marx-Straße (vormals: Berliner Straße), von der sie ausgegliedert wurde und die deshalb einen anderen Verlauf bekam, über den Richardplatz bis zur Braunschweiger Straße. Sie beginnt als dicht bebaute Innenstadtstraße mit Mietshäusern, die noch überwiegend vom Ende des 19. Jahrhunderts stammen. Vor dem Richardplatz werden die Häuser kleiner und bilden eine kleine Siedlung mit Einfamilienhäusern und Gärten, die zusammen mit dem Comenius-Garten das Bauensemble Böhmisches Dorf Rixdorf bilden. Auf der südlichen Seite des Richardplatzes bildet die Straße wieder eine dicht bebaute Innenstadtstraße. Die Hausnummern folgen dem Prinzip der Hufeisennummerierung.

## Historische Bauten (Auswahl)
- Richardstraße 20/21:  Wohnhaus und Bewag-Schalthaus (1926–28), erbaut von Hans Heinrich Müller[7]
- Richardstraße 33: Wohnhaus aus dem Jahr 1830, das dem Gerichtsmann Johann Daniel Christeck gehörte[8]
- Richardstraße 34: Wohnhaus aus dem Jahr 1830, das ebenfalls Johann Daniel Christeck gehörte[9]
- Richardstraße 35: ehemaliger Standort der als Richardsburg bezeichneten Mietskaserne (1931 Schauplatz der Auseinandersetzungen, die zum Richardstraßen-Prozess im Jahr 1936 führten), Comenius-Garten[10]
- Richardstraße 79: ehemaliges um 1737 errichtetes und um 1849 umgebautes Gehöft[11]
- Richardstraße 80: um 1737 erbautes und 1849 umgebautes Wohnhaus mit Nebengebäuden[12]
- Richardstraße 87: Wohnhaus (ca. 1822–1849) des Dorfvorstehers Daniel Wanzlick
- Richardstraße 97: zweite Predigtstätte der Bethlehemskirche, die 1835 durch einen Neubau an gleicher Stelle ersetzt wurde[13][14]
- Karl-Marx-Straße 97–99 (ehemals: Richardstraße 119/120): Alte Post Neukölln

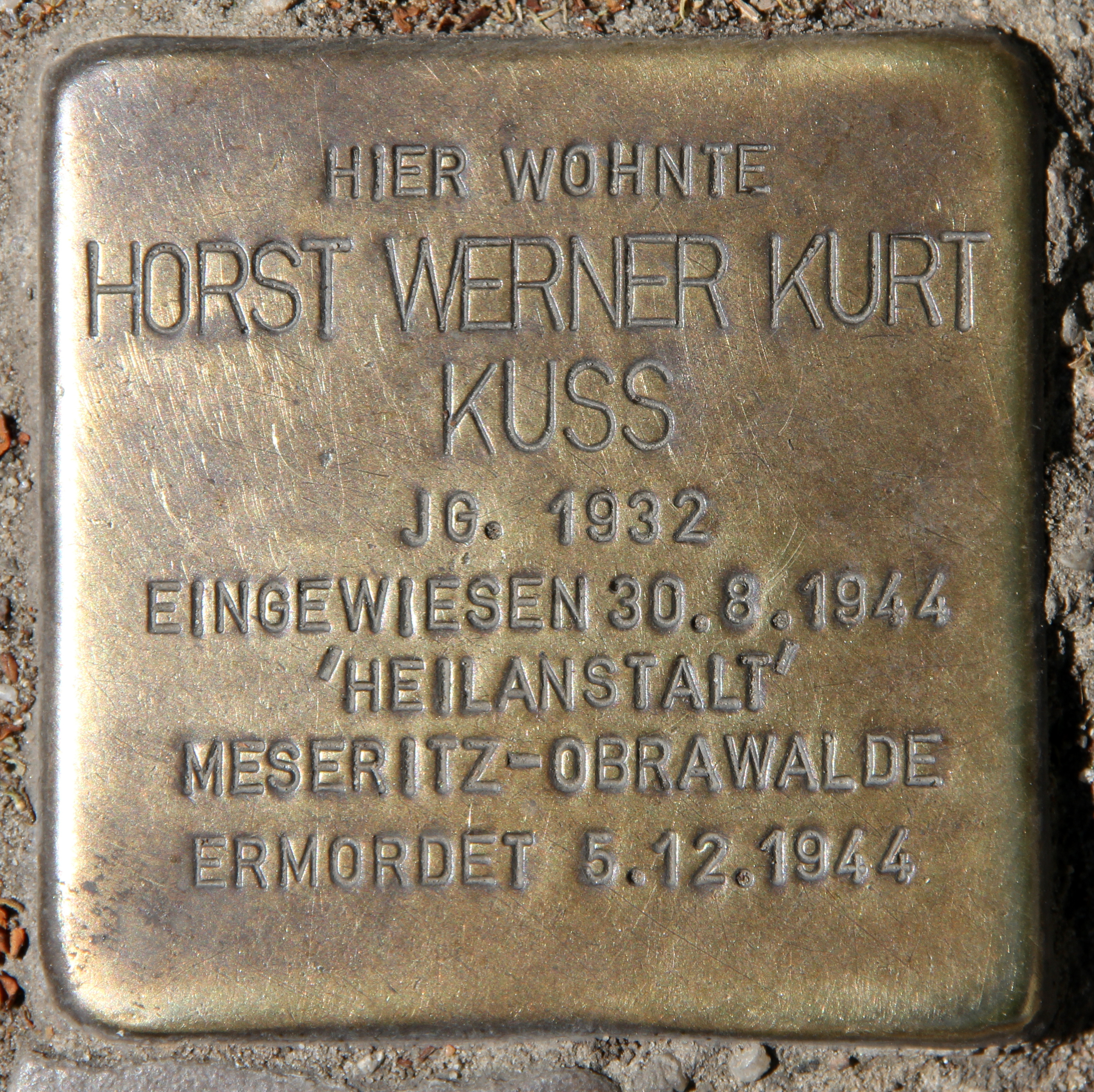
Stolperstein für Horst Kuss

## Orte
Im Jahr 1987 drehte Maren Niemeyer den Film Die Richardstraße in Neukölln.
Ab 1999 wurde das Straßenfest aus der Richardstraße für das Festival 48 Stunden Neukölln genutzt. 2005 wurde dazu die Kunstfiliale Richardstraße eingerichtet.
Vor dem Haus 49 befindet sich ein Stolperstein für den 12-jährigen Horst Kuss und vor dem Haus 86 zwei Stolpersteine für Josef und Karoline Basch.

## Richardstraßenprozesse
Auf dem Grundstück Richardstraße 35 des heutigen Comeniusgartens befand sich bis 1971 die „Richardsburg“, die mit fünf Hinterhäusern nach Meyers Hof die wohl größte Mietskaserne Berlins war. Die in dem Haus befindliche Gaststätte diente bis 1931 sozialdemokratischen und kommunistischen Gruppen als Versammlungsort. Im Sommer 1931 vereinbarte der Gastwirt Heinrich Böwe mit dem Neuköllner SA-Sturm 21 die Einrichtung eines SA-Sturmlokals in der Gaststätte und schloss die linken Gruppen von der Nutzung des Lokals aus. Hiergegen gab es zunächst Proteste in der Form eines Mietenboykotts von Mietern des Hauses Richardstraße 35. Als dieser zu scheitern drohte, beschloss der Unterbezirk Süd der Berliner KPD eine bewaffnete Demonstration vor dem Lokal. Während der Demonstration fielen Schüsse auf das Lokal, durch die der Wirt Böwe getötet und ein anwesender SA-Mann schwer verletzt wurden.
In der Folge kam es zu insgesamt drei Strafprozessen. In einem ersten „Richardstraßenprozess“ wurden 1932 insgesamt 22 Mitglieder der KPD und dieser verbundener Organisationen wie dem Kampfbund gegen den Faschismus wegen Mordes und versuchten Mordes vor dem Schwurgericht angeklagt. Alle Angeklagten wurden von dem Mordvorwurf freigesprochen. Im Januar 1933 wurde ein weiterer Prozess gegen Walter Guhl, einem Angehörigen des seit 1929 illegal tätigen Roten Frontkämpferbundes (RFB) eröffnet. Guhl wurde dabei wegen Totschlags zu einer Zuchthausstrafe von zehn Jahren verurteilt.
Nach der Machtübertragung an die Nationalsozialisten wurden im Sommer 1933 die Ermittlungen in Bezug auf den Tod des Gastwirts Böwe – zu dessen Ehren die Blaschkoallee im Neuköllner Ortsteil Britz in Böweallee und die benachbarte damalige Rosenstraße (heute: Uthmannstraße) in Richardsburgweg umbenannt wurden – wieder aufgenommen. Aufgrund teilweise erzwungener Aussagen erfolgte Anfang 1935 eine Verhaftungswelle gegenüber im Jahre 1931 der Neuköllner KPD- und RFB-Leitung angehörenden Personen. Der in der NS-Presse als „Neuköllner Kommunistenprozess“ bezeichnete dritte Richardstraßenprozess begann am 3. September 1935 vor dem Schwurgericht des Landgerichts Berlin. Angeklagt waren 24 Männer und eine Frau. Am 29. Februar 1936 wurden fünf Angeklagte zum Tode verurteilt. Elf weitere Angeklagte wurden zu Zuchthausstrafen verurteilt. Gegen sieben Angeklagte wurde das Verfahren eingestellt und die mit angeklagte Anna Rathmann wurde freigesprochen. Die Todesstrafe wurde am 8. Juli 1937 lediglich an Walter Schulz, Paul Zimmermann und Bruno Schröter vollstreckt. Die beiden weiteren Todeskandidaten Helmut Schweers und Bruno Blank wurde hingegen begnadigt. Nachdem die NS-Justiz das Interesse an dem Vorgang verloren hatte, kam es trotz späterer Festnahmen nicht zu einem an sich vorgesehenen vierten Richardstraßenprozess.
Einzelnen der in den Jahren 1932 und 1935 Beschuldigten war es gelungen, Deutschland vor ihrer Verhaftung zu verlassen. Sie gelangten über Prag in die Sowjetunion, wo viele von ihnen ermordet oder in Gulag inhaftiert wurden.